# Entente des trois empereurs

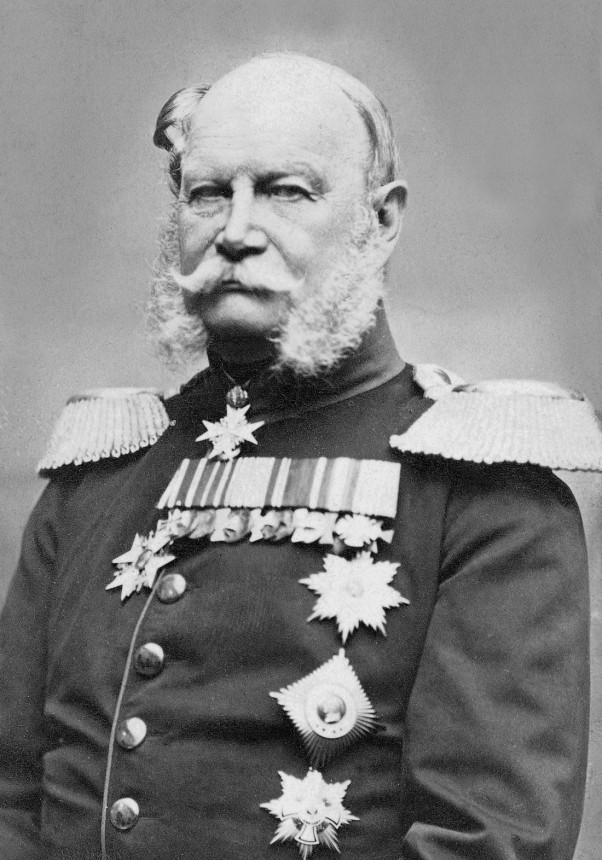
Guillaume Ier, roi de Prusse et empereur allemand.

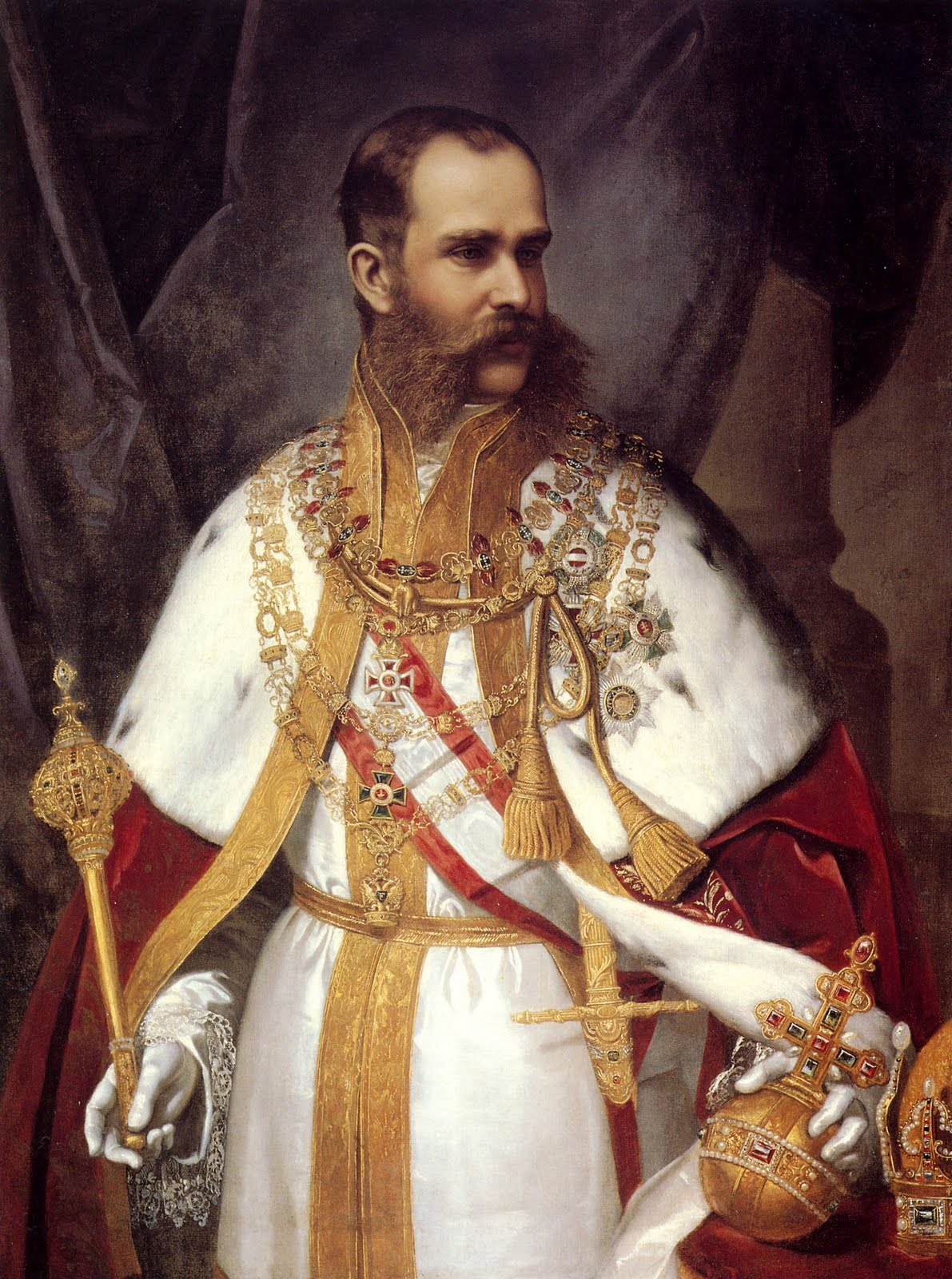
L'empereur François-Joseph Ier.

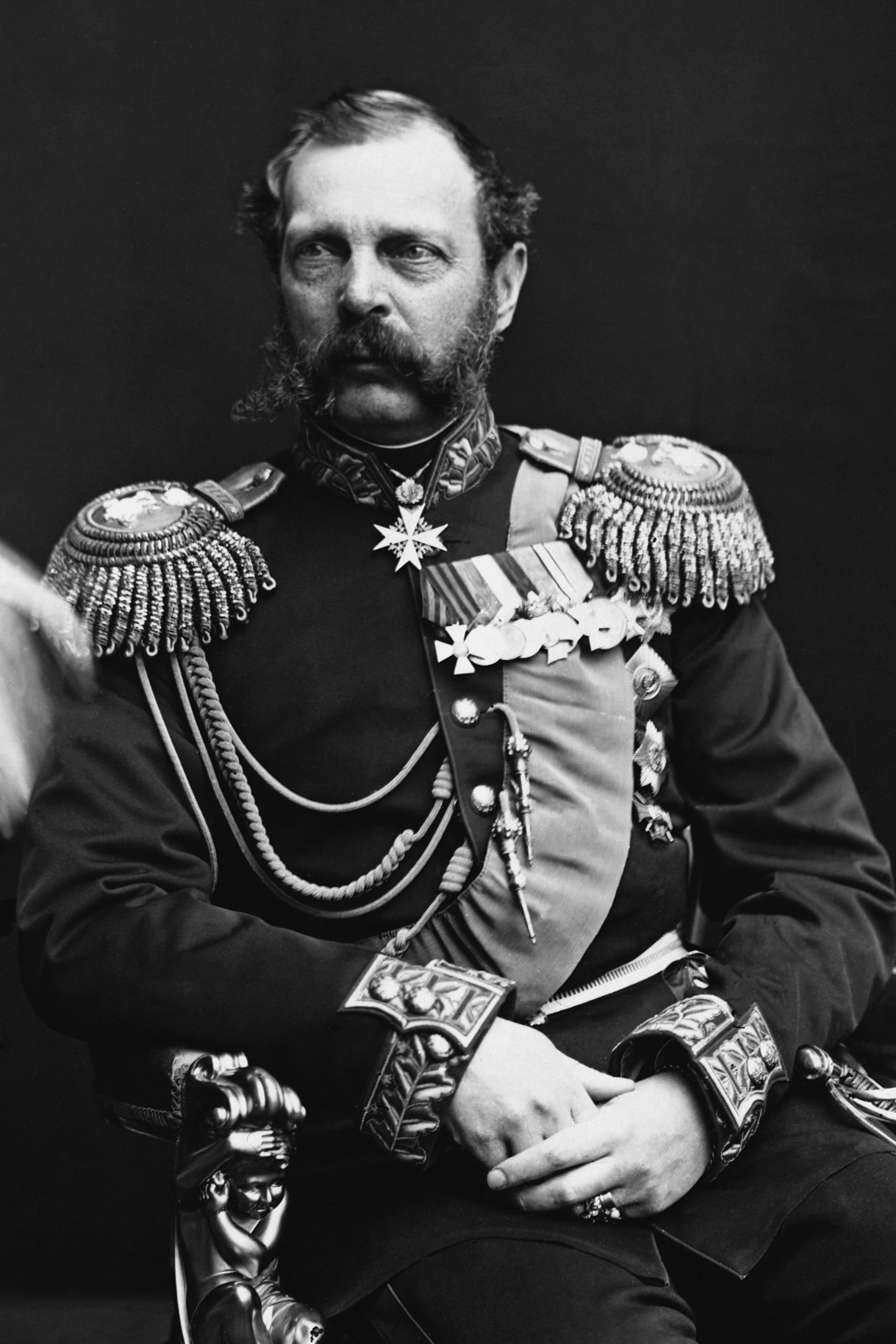
Le Tsar Alexandre II de Russie.

L'Entente des trois empereurs constitue le premier « système d'alliances bismarckien » entre 1871 et 1875 afin d'isoler diplomatiquement la France.

## Contexte
Malgré la bonne volonté d'Adolphe Thiers à exécuter le traité de Francfort, le chancelier Bismarck n'eut de cesse d'isoler la France dont il craignait l'esprit revanchard après sa défaite lors de la guerre de 1870 et la perte de l'Alsace-Lorraine. Il chercha donc à rapprocher l'Empire allemand de l'Autriche-Hongrie et de la Russie.

## Concrétisation
Après avoir pris contact avec l'empereur François-Joseph en août 1871, il obtient de lui le remplacement du chancelier autrichien Friedrich Ferdinand von Beust par un Hongrois, le comte Gyula Andrassy, partisan de l'Allemagne. Celui-ci décide François-Joseph à venir à des manœuvres en septembre 1872 à Berlin, tandis que Bismarck conseille à l'empereur Alexandre II de s'y rendre aussi. Cette première entrevue n'aboutit à rien de tangible car François-Joseph et le tsar craignaient chacun de devoir s'entendre avec l'Allemagne.
Aussi Bismarck réussit à les amener à une entente à trois.
Leur entente se concrétisa par une double convention :
1. Convention militaire germano-russe du 6 mai 1873 : Si l'un des deux Empires est attaqué par une puissance européenne, l'autre le soutiendra avec 200 000 hommes.
2. Convention politique austro-russe du 6 juin 1873 : François-Joseph et Alexandre II devront se consulter si quelque divergence survient entre eux ou si la paix est menacée par l'agression d'une tierce puissance.

Guillaume Ier adhéra peu après à cette convention, lui aussi.
L'entente fut signée le 22 octobre 1873 à Vienne.
Cette alliance, qui n'était pas formelle, fut bientôt mise à l'épreuve.

## La crise franco-allemande de 1875
En mars 1875, une loi française organisa les régiments en quatre bataillons, au lieu de trois, et augmenta le nombre des officiers et des sous-officiers nécessaires à leur encadrement.
Bismarck réagit aussitôt ; il fit dire à l'un de ses collaborateurs, lors d'une entrevue avec l'ambassadeur de France à Berlin, que l'Allemagne pouvait avoir intérêt à une guerre préventive. Le ministre français des Affaires étrangères, le duc Decazes, se tourna vers les chancelleries russe et anglaise.
Le cabinet britannique invita alors le gouvernement allemand à calmer les inquiétudes de l'Europe. Alexandre II, quant à lui, se rendit à Berlin avec son chancelier le prince Gortchakoff pour présenter ses « observations » à Bismarck. Ce dernier se borna à affirmer les intentions pacifiques de l'Empire allemand. Cet incident provoqua le désaveu russe et une fissure dans l'entente, que la crise orientale de 1875-1878 dans les Balkans ne fera qu'aggraver.
Bismarck se tourna vers de nouvelles alliances à partir de 1879. Ce fut la deuxième phase des systèmes bismarckiens.